# Норберт Войтушек
Норберт Войтушек (пол. Norbert Wojtuszek, нар. 5 жовтня 2001, Краків) — польський футболіст, захисник, півзахисник клубу «Ягеллонія».
Виступав також за клуб «Гурник» (Забже).

## Ігрова кар'єра
Народився 5 жовтня 2001 року в місті Краків. 
У дорослому футболі дебютував 2019 року виступами за команду «Погонь» (Седльце), в якій провів один сезон, взявши участь у 14 матчах чемпіонату. 
Своєю грою за цю команду привернув увагу представників тренерського штабу клубу «Гурник» (Забже), до складу якого приєднався 2020 року. Відіграв за команду з міста Забже наступні три сезони своєї ігрової кар'єри.
Згодом з 2023 по 2025 рік грав у складі команд ГКС (Тихи) та «Гурник» (Забже).
До складу клубу «Ягеллонія» приєднався 2025 року. Станом на 18 травня 2025 року відіграв за команду з Білостока 11 матчів в національному чемпіонаті.

## Статистика виступів

### Статистика клубних виступів
Станом на 16 березня 2025
| Сезон                      | Команда                    | Чемпіонат                  | Чемпіонат | Чемпіонат | Національний кубок | Національний кубок | Національний кубок | Континентальні кубки | Континентальні кубки | Континентальні кубки | Інші змагання | Інші змагання | Інші змагання | Усього | Усього | Усього |
| Сезон                      | Команда                    | Ліга                       | Ігор      | Голів     | Ліга               | Ігор               | Голів              | Ліга                 | Ігор                 | Голів                | Ліга          | Ігор          | Голів         | Ігор   | Голів  |        |
| -------------------------- | -------------------------- | -------------------------- | --------- | --------- | ------------------ | ------------------ | ------------------ | -------------------- | -------------------- | -------------------- | ------------- | ------------- | ------------- | ------ | ------ | ------ |
| 2019–20                    | «Погонь» (Седльце)         | 2L                         | 14        | 1         | КП                 | 0                  | 0                  | -                    | -                    | -                    | -             | -             | -             | 14     | 1      |        |
| вер. 2020–21               | «Гурник» (Забже)           | ЕК                         | 14        | 0         | КП                 | 1                  | 0                  | -                    | -                    | -                    | -             | -             | -             | 15     | 0      |        |
| 2021–22                    | «Гурник» (Забже)           | ЕК                         | 8         | 0         | КП                 | 1                  | 0                  | -                    | -                    | -                    | -             | -             | -             | 9      | 0      |        |
| 2022–23                    | «Гурник» (Забже)           | ЕК                         | 18        | 0         | КП                 | 2                  | 0                  | -                    | -                    | -                    | -             | -             | -             | 20     | 0      |        |
| лип.-серп. 2023            | «Гурник» (Забже)           | ЕК                         | 3         | 0         | КП                 | 0                  | 0                  | -                    | -                    | -                    | -             | -             | -             | 3      | 0      |        |
| серп. 2023–24              | ГКС (Тихи)                 | 1L                         | 29        | 0         | КП                 | 2                  | 0                  | -                    | -                    | -                    | -             | -             | -             | 31     | 0      |        |
| 2024–25                    | «Гурник» (Забже)           | ЕК                         | 15        | 1         | КП                 | 1                  | 0                  | -                    | -                    | -                    | -             | -             | -             | 16     | 1      |        |
| Усього за «Гурник» (Забже) | Усього за «Гурник» (Забже) | Усього за «Гурник» (Забже) | 58        | 1         |                    | 5                  | 0                  |                      | -                    | -                    |               | -             | -             | 63     | 1      |        |
| січ.-черв. 2025            | «Ягеллонія»                | ЕК                         | 3         | 0         | КП                 | 1                  | 0                  | ЛЧ+ЛЄ+UCoL           | 0+0+3                | 0                    | СкП           | 0             | 0             | 7      | 0      |        |
| Усього за кар'єру          | Усього за кар'єру          | Усього за кар'єру          | 104       | 2         |                    | 8                  | 0                  |                      | 3                    | 0                    |               | 0             | 0             | 115    | 2      |        |